# Darja Semeņistaja
Darja Semeņistaja (* 16. September 2002 in Riga) ist eine lettische Tennisspielerin.

## Karriere
Semeņistaja begann mit fünf Jahren das Tennisspielen und bevorzugt Hartplätze. Sie spielt bislang überwiegend Turniere der ITF Women’s World Tennis Tour, wo sie bislang 15 Titel im Einzel und zehn Titel im Doppel gewann.
Sie nahm an den Juniorinnenwettbewerben im Einzel und Doppel aller vier Grand-Slam-Turniere teil, konnte aber lediglich bei den US Open 2019 mit ihrer Partnerin Carole Monnet im Juniorinnendoppel das Achtelfinale erreichen, bei allen anderen Wettbewerben scheiterte sie sowohl im Einzel als auch im Doppel bereits jeweils in der ersten Runde.
Im Jahr 2022 spielte Semeņistaja erstmals für die lettische Billie-Jean-King-Cup-Mannschaft; ihre Billie-Jean-King-Cup-Bilanz weist bislang keine Siege bei zwei Niederlagen aus.

## Turniersiege

### Einzel
| Nr. | Datum            | Turnier             | Kategorie      | Belag     | Finalgegnerin               | Ergebnis          |
| --- | ---------------- | ------------------- | -------------- | --------- | --------------------------- | ----------------- |
| 1.  | 4. Juli 2021     | Prokuplje           | ITF W15        | Sand      | Alice Robbe                 | 6:2, 2:6, 6:3     |
| 2.  | 11. Juli 2021    | Prokuplje           | ITF W15        | Sand      | Natalija Senić              | 6:0, 6:2          |
| 3.  | 15. August 2021  | Bratislava          | ITF W15        | Sand      | Pia Lovrič                  | 6:4, 6:3          |
| 4.  | 29. August 2021  | Chornomorsk         | ITF W15        | Sand      | Nicole Fossa Huergo         | 6:3, 6:2          |
| 5.  | 3. Oktober 2021  | Cancún              | ITF W15        | Hartplatz | María José Portillo Ramírez | 6:3, 7:5          |
| 6.  | 10. Oktober 2021 | Cancún              | ITF W15        | Hartplatz | María José Portillo Ramírez | 5:7, 7:65, 6:0    |
| 7.  | 17. Oktober 2021 | Cancún              | ITF W15        | Hartplatz | Rachel Gailis               | 7:5, 7:5          |
| 8.  | 13. Februar 2022 | Cancún              | ITF W25        | Hartplatz | Lina Glushko                | 4:6, 7:65, 6:2    |
| 9.  | 15. Mai 2022     | Pula                | ITF W25        | Sand      | Irina Chromatschowa         | 6:4, 4:6, 6:1     |
| 10. | 26. Juni 2022    | Ystad               | ITF W25        | Sand      | Sofia Samavati              | 3:6, 6:3, 6:1     |
| 11. | 11. Februar 2023 | Mexiko-Stadt        | ITF W40        | Hartplatz | Jana Kaladsinskaja          | 7:5, 4:0 Aufgabe  |
| 12. | 7. Mai 2023      | Prag                | ITF W60        | Sand      | Jéssica Bouzas Maneiro      | 2:6, 6:3, 6:4     |
| 13. | 9. Juli 2023     | Liepāja             | ITF W60        | Sand      | Jessie Aney                 | 6:4, 6:4          |
| 14. | 23. Juli 2023    | Olmütz              | ITF W60        | Sand      | Lea Bošković                | 6:7, 6:3, 6:1     |
| 15. | 21. Januar 2024  | Bengaluru           | ITF W50        | Hartplatz | Carole Monnet               | 6:1, 3:0, Aufgabe |
| 16. | 11. Februar 2024 | Mumbai              | WTA Challenger | Hartplatz | Storm Hunter                | 5:7, 7:66, 6:2    |
| 17. | 6. April 2025    | La Bisbal d’Empordà | WTA Challenger | Sand      | Dalma Gálfi                 | 5:7, 6:0, 6:4     |

### Doppel
| Nr. | Datum              | Turnier                  | Kategorie      | Belag     | Partnerin            | Finalgegnerinnen                         | Ergebnis          |
| --- | ------------------ | ------------------------ | -------------- | --------- | -------------------- | ---------------------------------------- | ----------------- |
| 1.  | 26. September 2020 | Monastir                 | ITF W15        | Hartplatz | Laetitia Pulchartová | Darja Astachowa Anastassija Suchotina    | 6:2, 6:78, [10:5] |
| 2.  | 3. Oktober 2020    | Monastir                 | ITF W15        | Hartplatz | Darja Astachowa      | María Lourdes Carlé Olivia Gram          | 6:4, 6:3          |
| 3.  | 16. Oktober 2021   | Cancún                   | ITF W15        | Hartplatz | Anna Ulyashchenko    | Nadia Echeverría Alam Rushri Wijesundera | 6:4, 6:4          |
| 4.  | 17. September 2022 | Santa Margherita di Pula | ITF W25        | Sand      | Schibek Qulambajewa  | Lu Jiajing Anita Wagner                  | 6:2, 6:2          |
| 5.  | 3. Dezember 2022   | Valencia                 | ITF W15        | Sand      | Marine Szostak       | Lucía Cortez Llorca Claudia Hoste Ferrer | kampflos          |
| 6.  | 18. Februar 2023   | Santo Domingo            | ITF W25        | Hartplatz | Sofia Sewing         | Nefisa Berberović Eudice Chong           | 6:3, 6:2          |
| 7.  | 8. Juli 2023       | Liepāja                  | ITF W60        | Sand      | Daniela Vismane      | Çağla Büyükakçay Lina Gjorcheska         | 6:4, 2:6, [10:3]  |
| 8.  | 6. Januar 2024     | Canberra                 | WTA Challenger | Hartplatz | Veronika Erjavec     | Kaylah McPhee Astra Sharma               | 6:2, 6:4          |
| 9.  | 20. Januar 2024    | Bengaluru                | ITF W50        | Hart      | Camilla Rosatello    | Li Yu-yun Eri Shimizu                    | 3:6, 6:2, [10:8]  |
| 10. | 27. Januar 2024    | Pune                     | ITF W50        | Hartplatz | Alexandra Eala       | Naiktha Bains Fanny Stollár              | 7:68, 6:3         |
| 11. | 14. September 2024 | Bukarest                 | WTA Challenger | Sand      | Carole Monnet        | Aliona Bolsova Katarzyna Kawa            | 1:6, 6:2, [10:7]  |
| 12. | 3. Mai 2025        | Wiesbaden                | ITF W100       | Sand      | Schibek Qulambajewa  | Jesika Malečková Miriam Škoch            | 4:6, 6:3, [11:9]  |